# دارين هاكاربي
دارين هاكاربي (بالإنجليزية: Darren Huckerby)‏ (23 أبريل 1976 بنوتنغهام في المملكة المتحدة - ) هو لاعب كرة قدم بريطاني في مركز الهجوم. شارك مع منتخب إنجلترا لكرة القدم الرديف. أما مع النوادي، فقد لعب مع سان خوسيه إيرثكويكس وكوفنتري سيتي وليدز يونايتد ومانشستر سيتي ونادي ميلوول ونوتينغهام فورست ونورويتش سيتي ونيوكاسل يونايتد ولينكولن سيتي أف سي.

## وصلات خارجية
- دارين هاكاربي على موقع الدوري الأمريكي (الإنجليزية)
- دارين هاكاربي على موقع قاعدة بيانات كرة القدم.إي يو (الإنجليزية)
- دارين هاكاربي على موقع Soccerbase.com (لاعب) (الإنجليزية)
- دارين هاكاربي على موقع عالم كرة القدم.نت (الإنجليزية)